# Carl Anderl
Carl Anderl (* 25. Februar 1873; † nach 1943) war ein deutscher Ingenieur, Unternehmer und Zauberkünstler.

## Leben

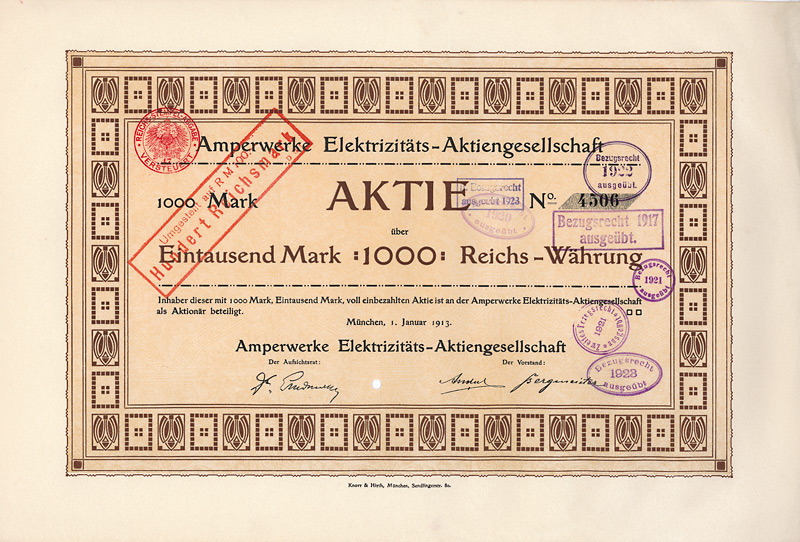
Aktie der Amperwerke Elektrizitäts-AG in München vom 1. Januar 1913 über 1000 Reichsmark mit Unterschrift des Vorstands Carl Anderl

Nach dem Besuch des Gymnasiums übernahm er Privatstudien und ein Praktikum bei AEG. In der Firma Wilhelm Lahmeyer & Co. wurde Carl Anderl Ingenieur. Ferner war er im Vorstand der Zweigniederlassung München. Er gehört zu den Gründern der Amperwerke Elektrizitäts-Aktiengesellschaft mit Sitz in München, deren Vorstandsmitglied er ab der Gründung am 2. Juli 1908 war, später war er auch Direktor dieser AG. Sein Verdienst war es u. a., dass viele kleiner Orte in der Umgebung von München vor dem Ersten Weltkrieg an das Elektrizitätsnetz angeschlossen wurden. 1937 schied Anderl aus dem Vorstand der AG aus. Ferner wirkte er als Landesbaurat in München.
In seiner Freizeit beschäftigte sich Carl Anderl. u. a. mit Zauberkunststücken und war seit 1931 Mitglied im Ortszirkel München des Magischen Zirkels von Deutschland, dessen erster Vorsitzender er auch einige Jahre war.
Am 2. Mai 1932 promovierte er an der Juristischen und Staatswissenschaftlichen Fakultät der Universität Freiburg (Schweiz) bei den Professoren Schorer und Liesker zum Doktor der Staatswissenschaften. Das Thema seiner 107-seitigen Dissertation lautete Die Elektrizität im Haushalt.
Carl Anderl wohnte in München, Brienner Straße 40.

## Werke (Auswahl)
- Die Elektrizität im Haushalt, Propaganda Verlag G. m. b. H. München, 1932.